# Donte Grantham
Pour les articles homonymes, voir Grantham (homonymie).
Donte Grantham, né le 19 mars 1995 à Martinsburg en Virginie-Occidentale, est un joueur américain de basket-ball évoluant au poste d'ailier fort.

## Biographie
Entre 2014 et 2018, il est à l'université de Clemson où il joue pour les Tigers. Lors de sa dernière année, après 19 matches, il se rompt les ligaments croisés du genou.
Le 21 juin 2018, après quatre années universitaires, il est automatiquement éligible à la 2018 mais il n'est pas sélectionné. Le 10 octobre 2018, il signe un contrat avec le Thunder d'Oklahoma City. Le 12 octobre 2018, il est libéré par le Thunder. Le 22 octobre 2018, Graham est envoyé au Blue d'Oklahoma City, l'équipe de G-League affiliée au Thunder. Le 27 décembre 2018, il signe un two-way contract avec le Thunder et remplace le pivot Tyler Davis.
En juillet 2021, il est engagé par le club de Champagne Basket (Reims et Châlons-en-Champagne) pour évoluer en France en première division.

## Statistiques

### Universitaires
| Saison    | Équipe  | Matchs | Titul. | Min./m | % Tir | % 3pts | % LF | Rbds/m. | Pass/m. | Int/m. | Ctr/m. | Pts/m. |
| --------- | ------- | ------ | ------ | ------ | ----- | ------ | ---- | ------- | ------- | ------ | ------ | ------ |
| 2014-2015 | Clemson | 31     | 31     | 29,6   | 37,2  | 27,9   | 54,7 | 4,58    | 1,68    | 0,87   | 1,00   | 8,84   |
| 2015-2016 | Clemson | 31     | 31     | 32,6   | 38,4  | 35,4   | 84,6 | 4,06    | 2,32    | 1,00   | 0,48   | 10,19  |
| 2016-2017 | Clemson | 33     | 32     | 27,7   | 38,3  | 32,5   | 74,2 | 4,33    | 1,55    | 0,76   | 0,64   | 7,30   |
| 2017-2018 | Clemson | 19     | 19     | 31,8   | 56,0  | 41,9   | 78,0 | 6,89    | 2,37    | 0,79   | 0,89   | 14,16  |
| Total     |         | 114    | 113    | 30,2   | 41,4  | 33,3   | 72,6 | 4,75    | 1,93    | 0,86   | 0,74   | 9,65   |

### Professionnelles

#### Saison régulière (G-League)
| Saison    | Équipe        | Matchs | Titul. | Min./m | % Tir | % 3pts | % LF | Rbds/m. | Pass/m. | Int/m. | Ctr/m. | Pts/m. |
| --------- | ------------- | ------ | ------ | ------ | ----- | ------ | ---- | ------- | ------- | ------ | ------ | ------ |
| 2018-2019 | Oklahoma City | 10     | 6      | 23,7   | 37,9  | 40,0   | 72,7 | 5,40    | 2,50    | 0,80   | 0,50   | 9,60   |
| Total     |               | 10     | 6      | 23,7   | 37,9  | 40,0   | 72,7 | 5,40    | 2,50    | 0,80   | 0,50   | 9,60   |

Mise à jour le 28 décembre 2018